# Туркменская кухня

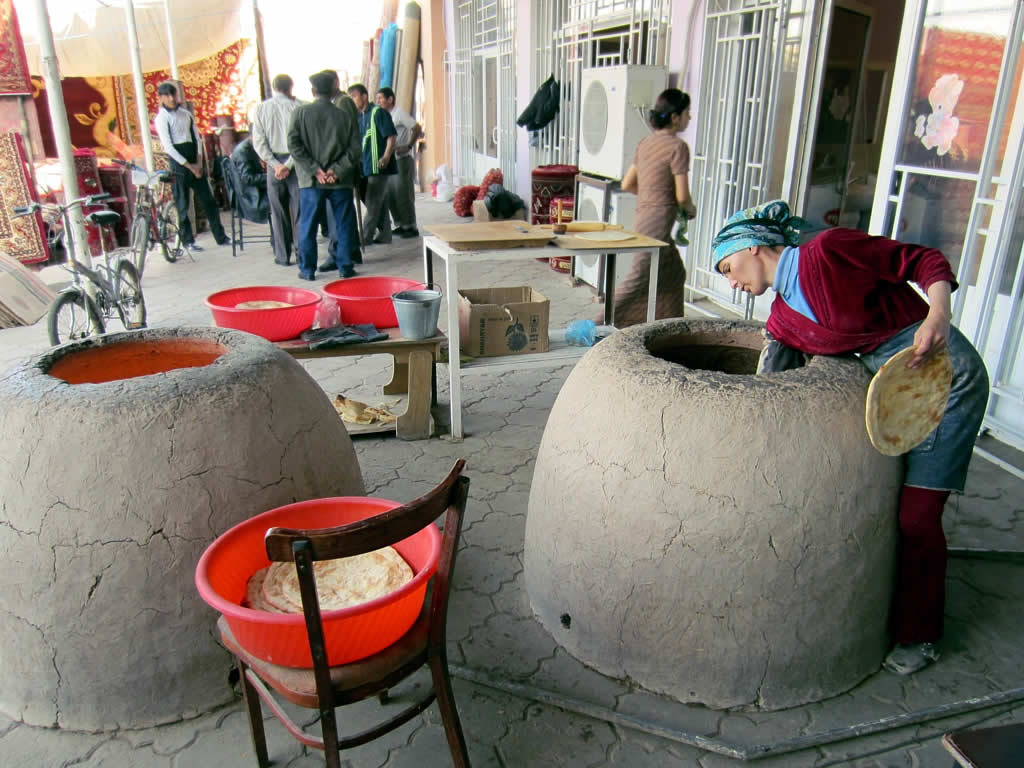
Выпечка традиционного туркменского хлеба чурека

Туркменская кухня (туркм. Türkmen tagamlary) — национальная кухня туркменского народа. По технологии и ассортименту продуктов очень близка к кухням других среднеазиатских народов, хотя у туркмен все блюда имеют собственные туркменские способы приготовления. У туркмен больше всего популярны такие блюда как плов, который по-туркменски будет — «palow», манты — «manty», пельмени — «börek», дограма — «dograma» (накрошенные мясо, репчатый лук и хлеб, залитые мясным бульоном).
Различия в традиционных блюдах и вкусах прикаспийских туркмен (огурджалинцев) и туркмен из южных и юго-восточных районов страны (текинцев). Главными продуктами питания туркмен являются мясо и хлеб. Туркмены-текинцы используют мясо молодых верблюдов и барана, туркмены-йомуды, сарыки и другие используют баранье мясо.

## Мясо

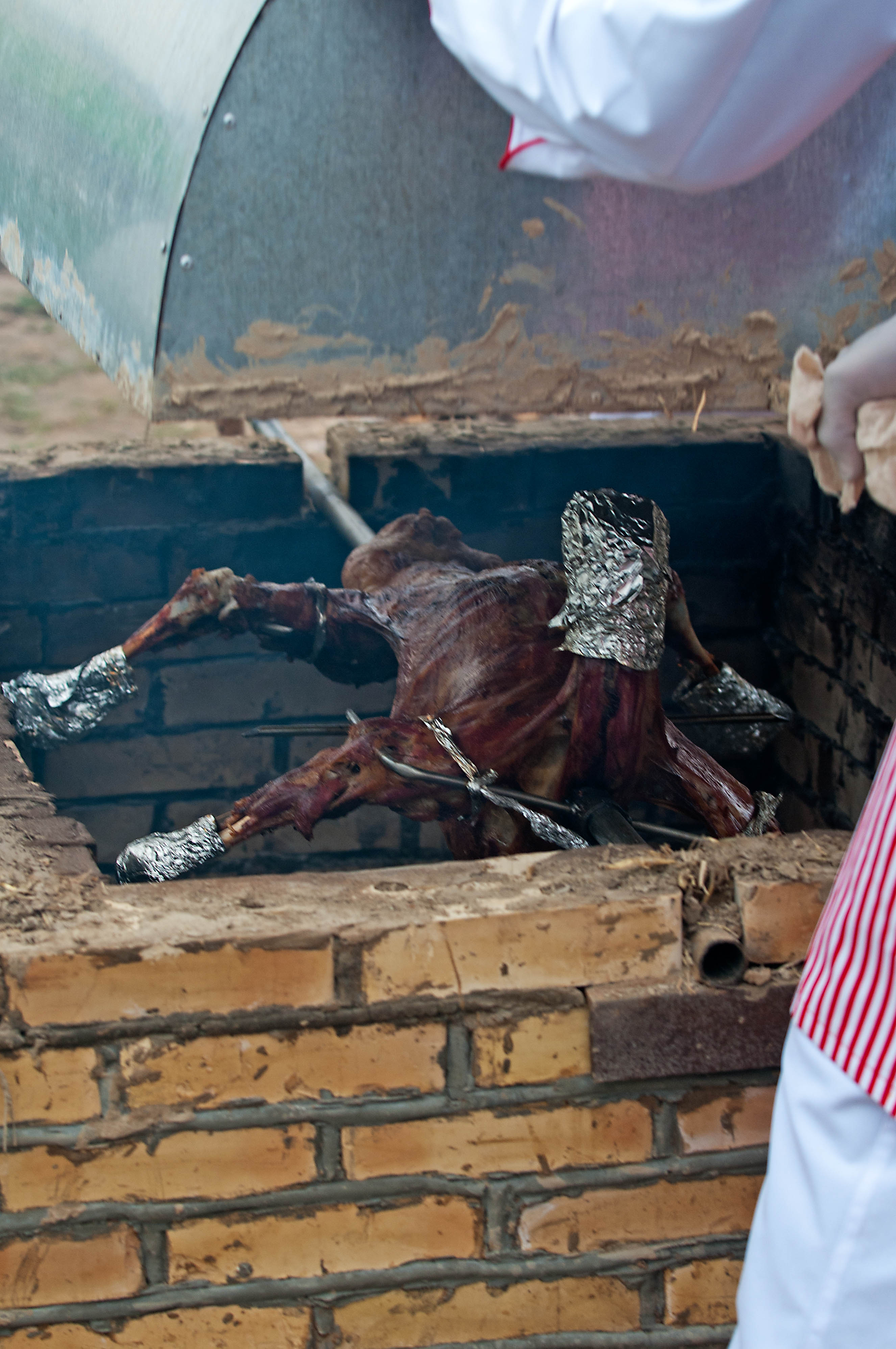
Жарка мяса

Национальные способы приготовления и консервации мяса у туркмен очень разные, и обусловлены специфическими природными условиями: наличием высокой температуры, сухих горячих ветров и сильного нагрева песка. Например, туркмены Балканского велаята высушивают мясо под палящим солнцем. Очень крупные куски мяса вместе с костями нанизывают на остриё высокого шеста и оставляют на несколько дней. Такое вялено-сушёное мясо называется «какмач».
Способ приготовления мяса туркменами-текинцами основан на комбинировании различных условий сушки. Заранее подготовленный (то есть промытый и натёртый солью и красным перцем) желудок барана или козла набивают нарезанными мелкими кусочками мяса и сала так плотно, чтобы там не осталось воздуха. После этого желудок зашивают и зарывают в раскалённый песок на день, а вечером его выкапывают и привязывают на высокий шест. Эта смена условий повторяется до тех пор, пока желудок не засыхает. Заключённое в него мясо приобретает приятный вкус и долго не портится. Такое мясо называется «Гарын» (желудочное). Его обжаривают в собственном жире небольшими кусочками с последующей презервацией в глазированной изнутри глиняной посуде (у туркмен он называется «говурма») обжаривают мясо молодых животных над углями («кебап» или «шары»).
Основные виды молока, используемые туркменами, — верблюжье и коровье. Молочные изделия — «агаран», «чал», «карагурт», «теле», «сикман», сыр «сарган». 

## Рыба
Наличие в меню национальных блюд из рыбы, созданных прикаспийскими туркменами, резко отличает туркменскую кухню в целом от других среднеазиатских кухонь. У огурджалинцев эти блюда занимают центральное место.
Туркмены-огурджалинцы применяют для приготовления рыбы традиционные среднеазиатские технологии (например, обжаривают рыбу на вертеле или в кипящем масле, в котлах). При готовке рыбы также используют традиционные азиатские растительные продукты — кунжут, рис, урюк, изюм, гранатовый сок. Основным условием для приготовления туркменских рыбных блюд является наличие свежей, а лучше — свежевыловленной рыбы.
Осетровые виды рыб в туркменской кухне особенно часто используют для приготовления шашлыков («балыка-пули»), а также «кавурдаку» (балык гавурдак).
Другие рыбные блюда — «гаплама», «чеме», «балык берек», «баликлы яхама», «аш».

## Овощи и фрукты

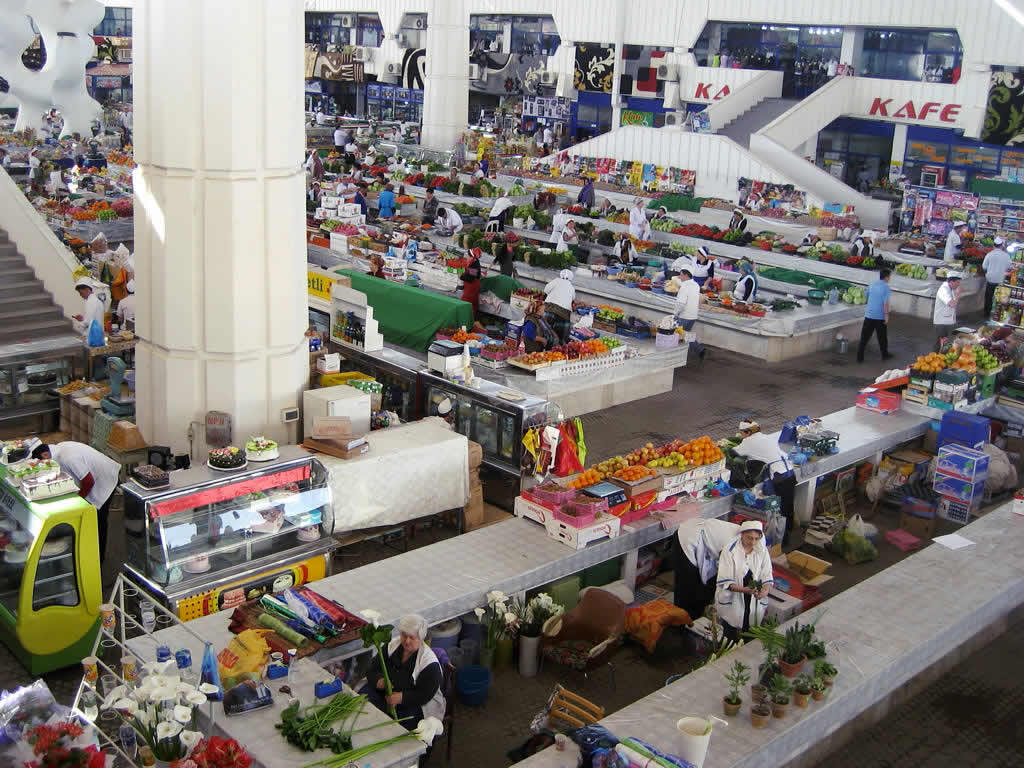
Продажа овощей и фруктов

Овощей едят мало, в основном редьку, помидоры, тыкву, морковь. Их отсутствие компенсируют зеленью — щавелем, туркменской лебедой (гара сель), туркестанским шпинатом (исманак) и клубнями козлобородника (скорце-нера). Из фруктов наиболее распространены абрикосы (урюк). Его добавляют не только в мясные, но и в рыбные блюда. Из бахчевых культур используются дыни, арбузы.

## Приправы
Набор употребляемых пряностей достаточно широк: лук, красный перец, черный перец, мята, дикая петрушка, ажгон, ужгун (галлы фисташкового дерева). Для блюд из дичи добавляют, кроме того, шафран и чеснок.
Туркменская кухня отличается особым набором жиров. Курдючное сало, внутренний жир, топлёное масло с верблюжьего молока (сары яг) и особенно кунжут на масле, используемый при изготовлении мясных, сладких, а также рыбных блюд.

## Напитки

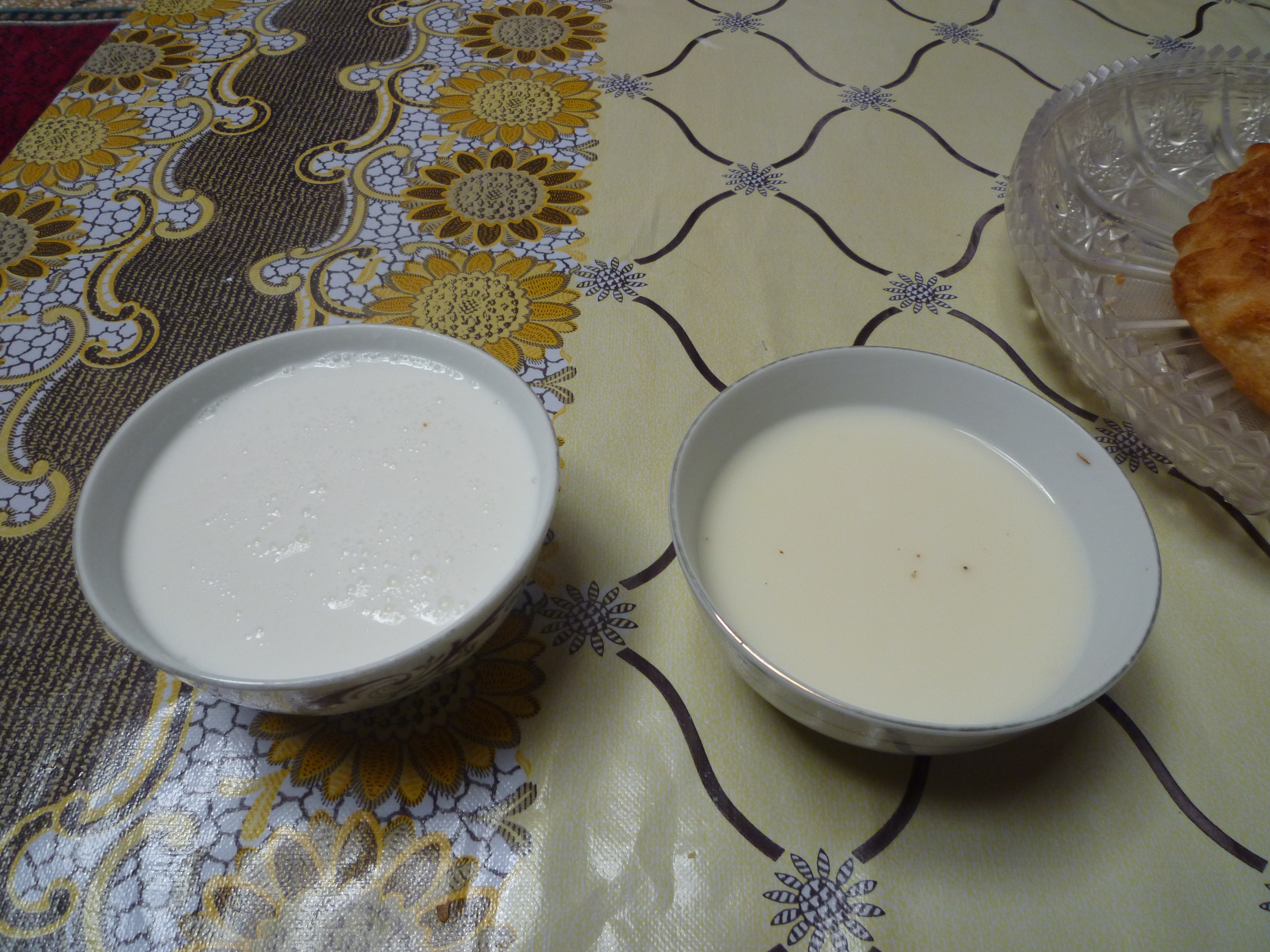
Напиток из верблюжего молока — «чал»

По старому обычаю туркмены пьют очень много чая. Утром не менее 1 литра, столько же днём и вечером.
Туркмены, проживающие в Ахалском и Марыйском велаятах страны, пьют в основном зелёный чай, а туркмены Балканского велаята — чёрный. С чёрным чаем пьют парное верблюжье молоко, которым чай будто «заваривают», а затем ненадолго ставят на угли. Чай с кусочками мяса называют «чай-чорба». Также туркмены пьют чай из верблюжих колючек.

## Сладости

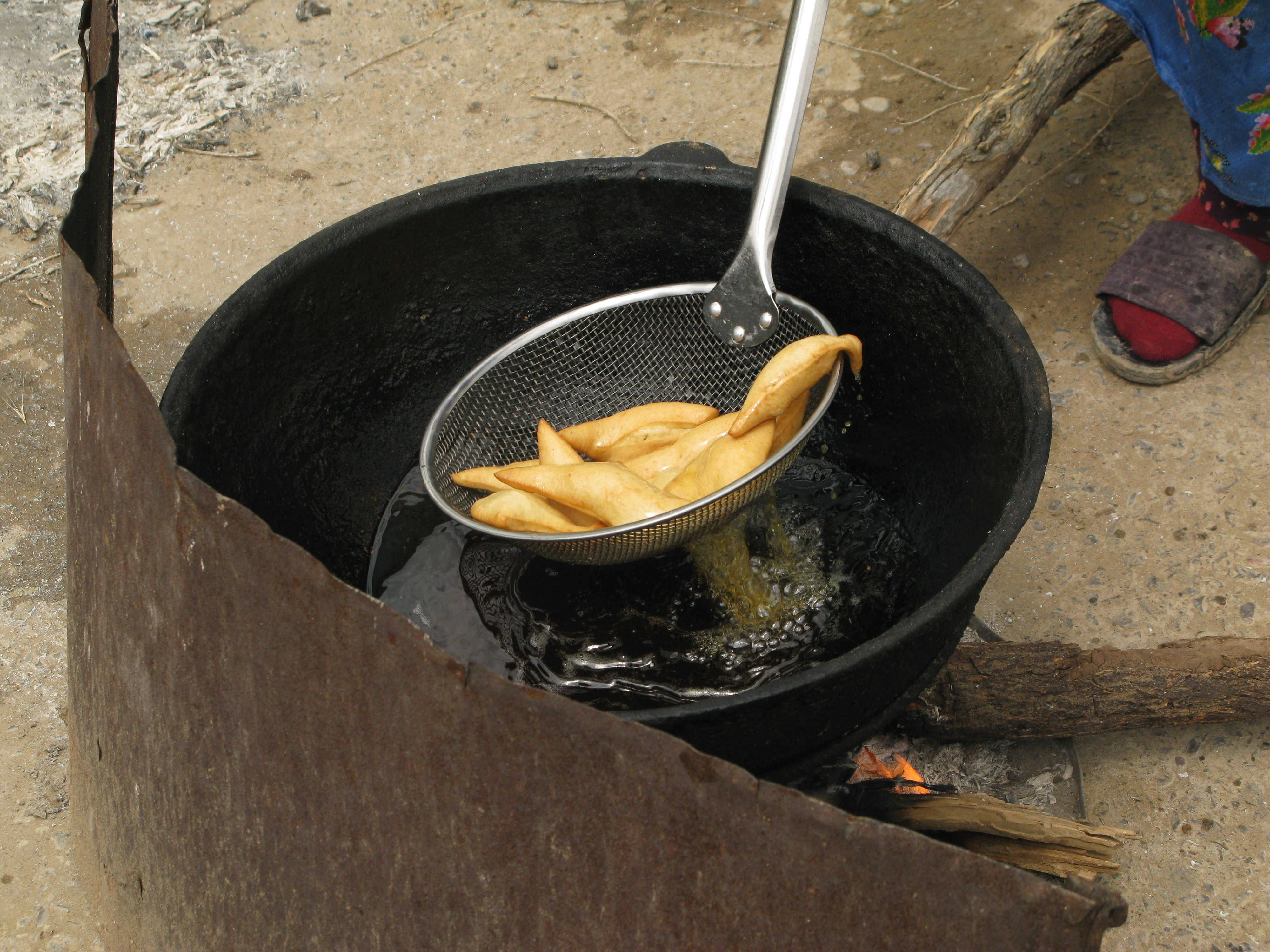
Обжаренное в казанке тесто — «пишме»

Национальной туркменской сладостью является особое блюдо типа халвы. Она готовится из корней лилейного растения череш (чэриш), из которого йомуды добывают камедь тригант и варят полученную массу с растительными соками (виноградным, арбузным, дынным) и пряностями. Жаренные во фритюре пончики — пишме, традиционное национальное угощение, готовят из дрожжевого теста и обжаривают на растительном масле.
Пишме готовят в казане. Обжаривают не более двух минут в специальном дуршлаге с длинной ручкой. После обжарки выкладывают на красивое блюдо и посыпают сахарной пудрой.
Пишме приготавливают на различные торжества и праздники.